# 臺灣物種名錄
臺灣物種名錄記載了臺灣已發現並確認的物種，由中央研究院生物多樣性研究中心（TaiBIF）維護。其目的是提供具可信力的最新臺灣物種名錄資料庫，以供資料查詢或交換；所載資料提供給臺灣生物多樣性資訊入口網每隔幾個月匯入使用，也是生物物种名录的一部份。

## 沿革
2003年完成網站之建立，早期網站名稱為「臺灣生物多樣性國家資訊網」（Taiwan Biodiversity National Information Network，簡稱TaiBNET）。
自2009年起改名為「臺灣物種名錄」（Catalogue of Life in Taiwan，簡稱TaiCOL）。其後中央研究院將該名錄中部分物種中文名改為與之相同，如鯊魚之中文原稱為「鮫」皆改為「鯊」。例如spot-tail shark（Carcharhinus longimanus）原中文名為沙拉白眼鮫，現改稱沙拉真鯊；又如tiger shark（Galeocerdo cuvier）原中文名為鼬鮫，現改稱為鼬鯊；blue shark（Prionace glauca）原稱鋸峰齒鮫現改為鋸峰齒鯊。
2023年3月網站重新改版上線。

## 文內注釋
1. ↑  臺灣物種名錄（Catalogue of Life in Taiwan）建構計劃簡介 （页面存档备份，存于） 邵廣昭 2011-8-25
2. ↑  .   [2016-07-05]. （原始内容存档于2020-09-08）.
3. ↑  https://www.catalogueoflife.org/about/contributors
4. ↑  . 臺灣生物多樣性資訊機構.   [2024-10-09]. （原始内容存档于2024-07-18）.

## 官方網站
- 新版臺灣物種名錄：https://taicol.tw （页面存档备份，存于） (舊版已於2023年1月1日起停止更新)
- 物種學名管理工具：https://nametool.taicol.tw （页面存档备份，存于）